# Przeworsk-kulturen

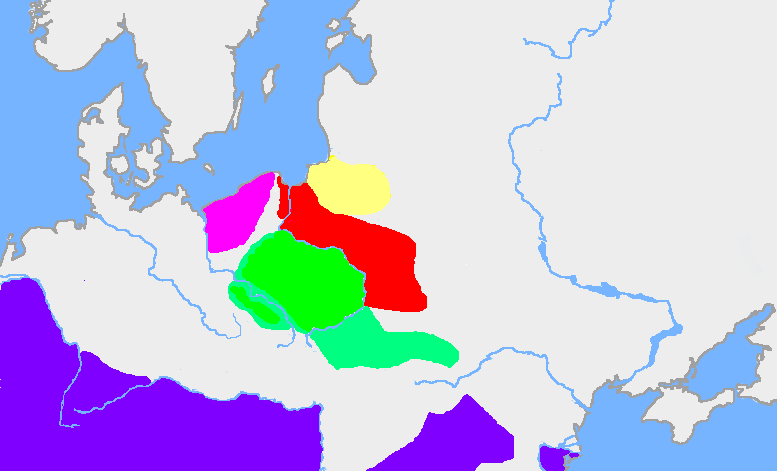
Det gröna området är Przeworsk-kulturen under första hälften av 200-talet

Przeworsk-kulturen är en del av ett arkeologiskt järnålderskomplex från tiden mellan 100-talet f.Kr. och 300-talet e.Kr. Den fanns i ett område som nu är centrala och södra Polen, mellan floderna Oder och Wisła. Namnet kommer från namnet på byn Przeworsk, där de första fynden från denna kultur gjordes. 